# Steinforter Stauweiher

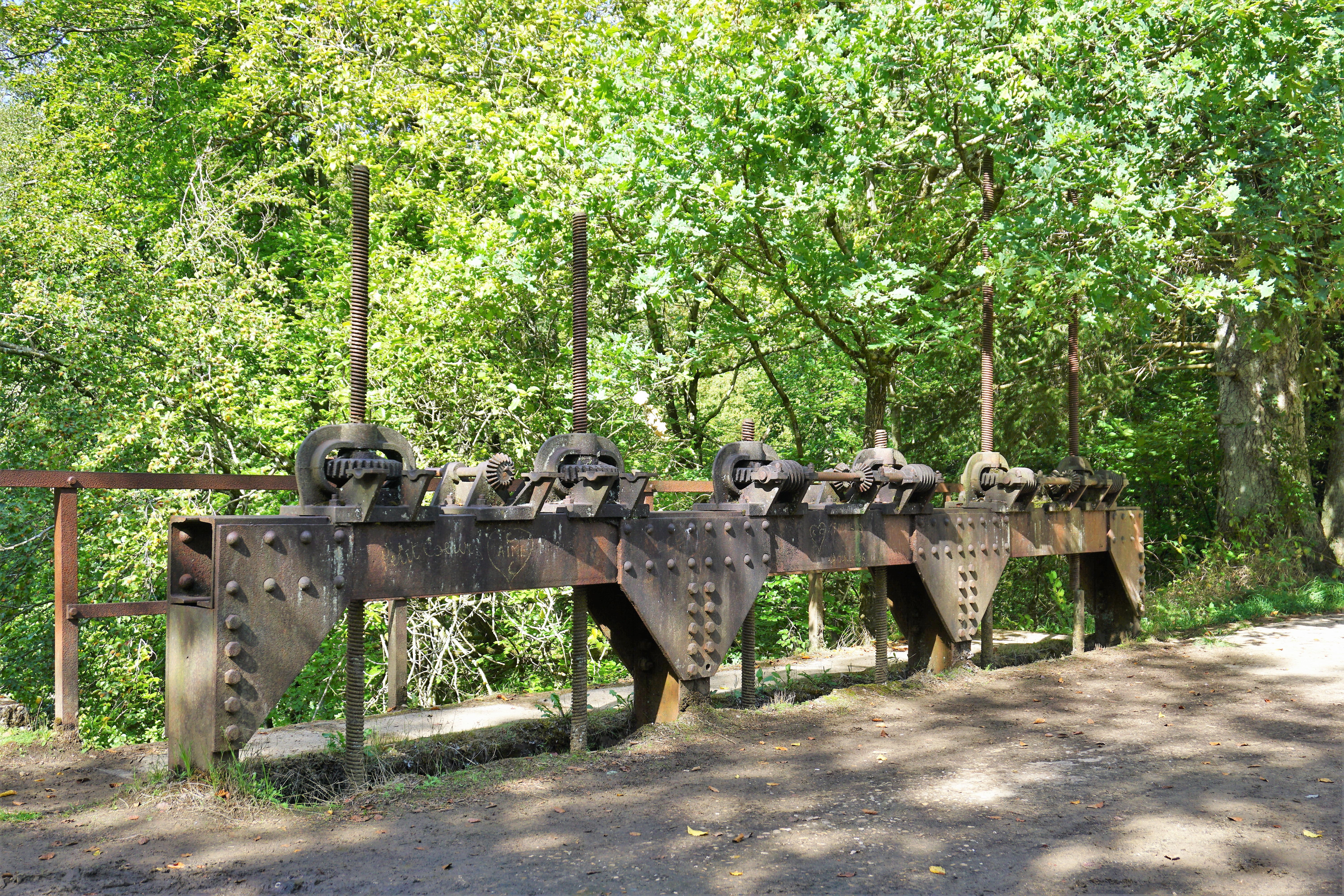
Schleusen

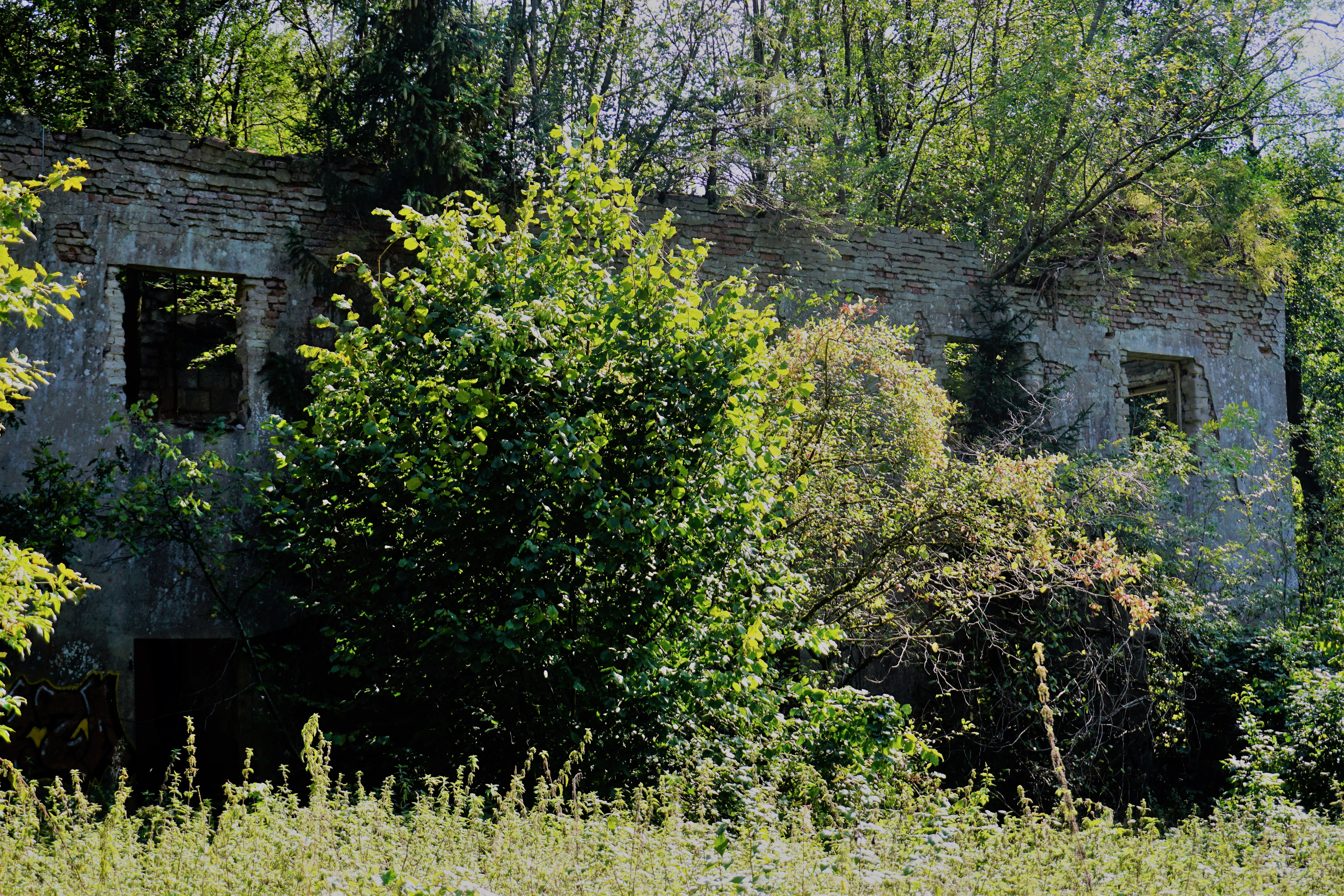
Ruine

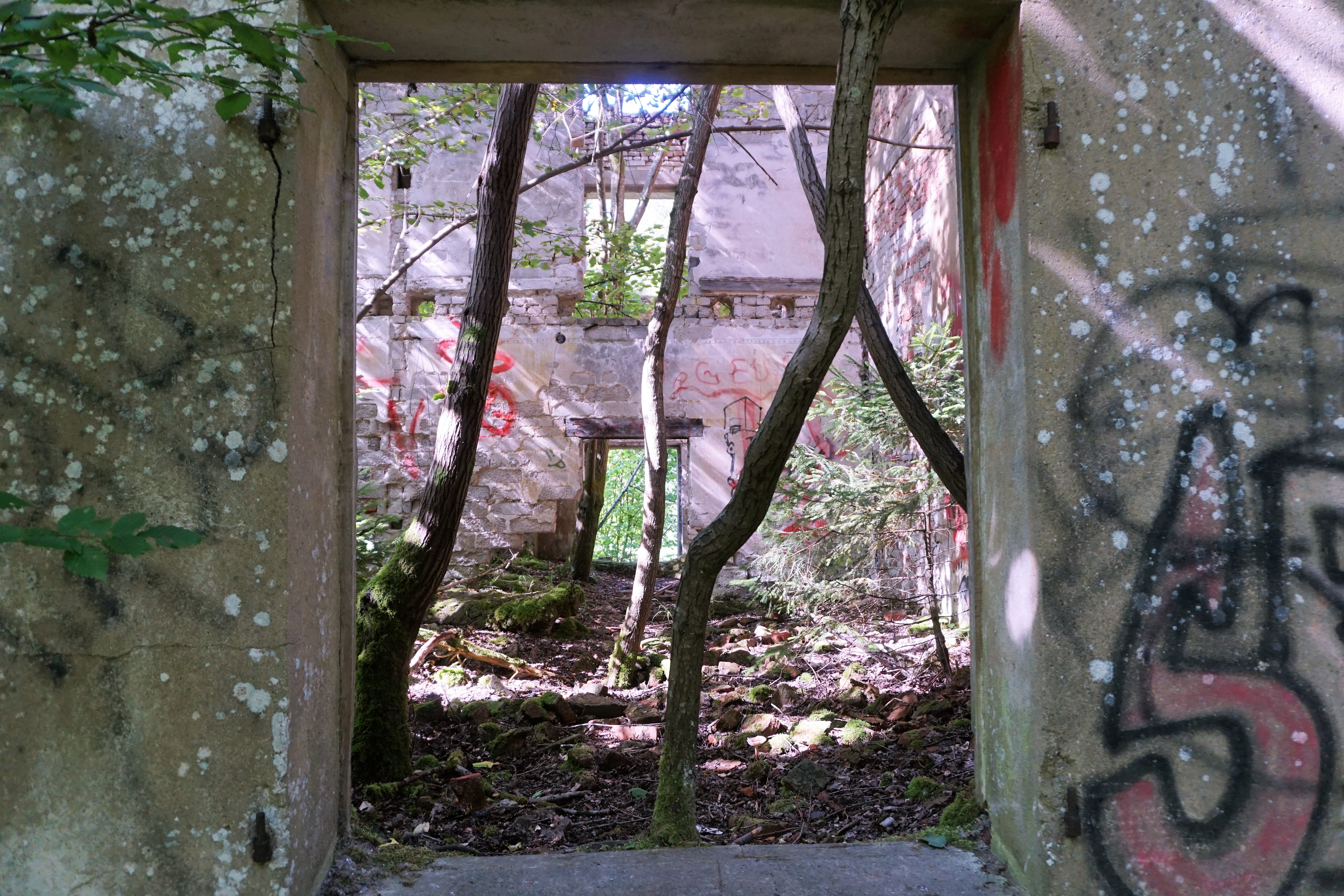

Der Steinforter Stauweiher (auch lux.: Stengeforter Stauweiher)  sollte als Kühlwasserreserve für das Hüttenwerk in Steinfort dienen. Das Bauwerk wurde in der heute noch sichtbaren Form 1914 begonnen, jedoch nicht fertiggestellt.
Die Überreste der Beton-Staumauer, der Schleusen, eines ehemaligen Pumpwerkes, eines ehemaligen Turbinenhauses, Kanalanlagen und anderes sind bis heute zu sehen. Die verfallenden Gebäude und Anlagenteile sollen teilweise Rückzugsgebiete für Fledermäuse sein.

## Geschichte
Der Bau der heute noch sichtbaren Stauanlage begann 1914, als das Steinforter Hüttenwerk im Eigentum der Firma Felten & Guilleaume Carlswerk AG stand. Bereits zuvor bestand ein Erddamm, der aber nicht ausreichend dicht war. Der Erddamm wurde noch von den damaligen Eigentümern der Hütte aus der Familie Collart angelegt. Eine Baugenehmigung für die Errichtung des Stauweihers habe niemals vorgelegen.
1919 wurde die Steinforter Hütte an die französische Gesellschaft Société des mines de la Loire übergeben und die Fertigstellung des Stauweihers erfolgte nicht, da aufgrund der nicht errichteten Hochöfen, des nach dem Krieg wieder abgebauten Walzwerkes und des nicht funktionierenden Thomas-Stahlwerkes, die Kühlung der Maschinen durch das Wasser aus dem Stauweiher nicht mehr in diesem Maße erforderlich war, wie ursprünglich geplant. Auch wurden durch die Weltwirtschaftskrise zeitweise die Hochöfen in Steinfort stillgelegt.
1922 versuchte der Industrielle Gustave Sinner (15. März 1881 – 20. April 1953) das Waldgebiet um die Stauanlagen auf Luxemburger und belgischer Seite aufzukaufen, um elektrische Energie aus dem Stauweiher zu gewinnen. Es gelang ihm um 800.000 Franc etwa 173 Hektar zu erwerben. Er ließ 1926 die Staumauer fertig stellen und unweit der Staumauer auf belgischem Hoheitsgebiet ein Turbinenhaus bauen. Die Turbinen waren aber 1926 nur anderthalb Tage in Betrieb, bis der Stauweiher geleert war. Diese Misserfolge führten dazu, dass die Anlagen nicht mehr gewartet bzw. betrieben wurde.
Am 17. Juni 1930 ertrank der Hilfsförster Peter (Pierre) Dostert im Stauweiher. Der Stauweiher wurde abgelassen und danach blieben die Stauschleusen bis heute geöffnet. 1932 stellte auch die Steinforter Hütte den Betrieb ein.

## Lage und Ausdehnung
Der ehemalige Stauweiher liegt, von Steinfort kommend, in Richtung Westen zum Ortsteil Clairefontaine der Gemeinde Arlon (Belgien) im Flurstück Schwaarzenhaff und hatte etwa 10 Hektar Wasserfläche aufzuweisen. Die Eisch bildet hier die Grenze zwischen Luxemburg und Belgien und der Stauweiher bzw. das aufgestaute Wasser berührte das Hoheitsgebiet beider Staaten.

## Technische Daten
De Ableitung des gestauten Wassers aus dem Staubecken für das Hüttenwerk erfolgte ursprünglich über eine 50 cm Druckleitung, durch welche auch das Wasser wieder in den Stauweiher gepumpt werden konnte. Die Leistung und Ertrag des später errichteten Kraftwerks wurde fehlerhaft berechnet. Beim gegebenen Schluckvermögen der Turbinen von zusammen 3500 l/s war der Stauweiher nach rund 15 Stunden leer.

### Stauweiher
- Fläche: ca. 9 bis 10 Hektar,
  - Längenausdehnung: ca. 1500 m
  - maximale Breite: ca. 200 bis 270 m
  - größte Tiefe: ca. 7,5 bis 8 m
- Stauvolumen: 180.000 m³ bis maximal 222.500 m², Ausbau auf 400.000 m³ war geplant,
- Schleusen: 9,
- Absenkziel: 291,92 m. ü. M.,
- Stauziel: 298,45 m. ü. M.,
- natürlicher Zufluss: ca. 153 l/s
- Füllung des Speicherbeckens nur durch natürlichen Zulauf: mind. 17 Stunden,

Der tägliche Zufluss der Eisch ist jahreszeitlich stark schwankend (zwischen etwa 13.000 und 150.000 m³/Tag bzw. bei Hochwasser bis zu 450.000 m³/Tag) und in diesem Bereich durchschnittlich zu gering, um ausreichend Wasser für eine Nutzung durch die Gewinnung elektrischer Energie zu erreichen bzw. einen rentablen Betrieb zu führen.

### Kraftwerk
- Turbinen: zwei Francis-Turbinen mit liegender Achse,
- Leistung: 135 PS (ca. 100,67 kW),
- Maximales Schluckvermögen je Turbine: 1750 l/s,
- theoretische Jahreserzeugung: 300.000 kWh/Jahr
- Generatoren:
  - Spannung: 5000 Volt
  - Drehzahl: 1000/min
- Reservemaschine: Dieselmotor[6]

Die Turbinen sollen zwischen 1948 und 1953 ausgebaut und wieder verwertet worden sein.